# سان آو تاون هال
سان آو تاون هال (به انگلیسی: Son of Town Hall) یک کشتی است که طول آن 50 ft. (15.5 meters) می‌باشد. این کشتی در سال ۱۹۹۵ ساخته شد.